# Sorø Amt

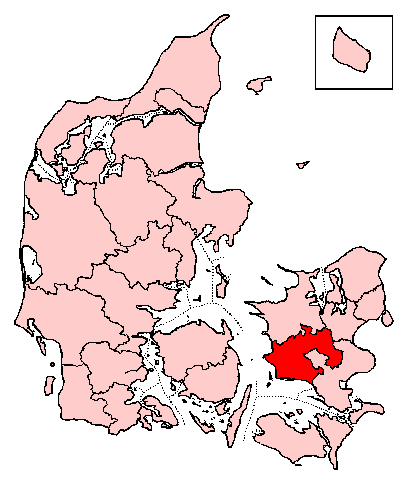
Lage des Sorø Amt in Dänemark

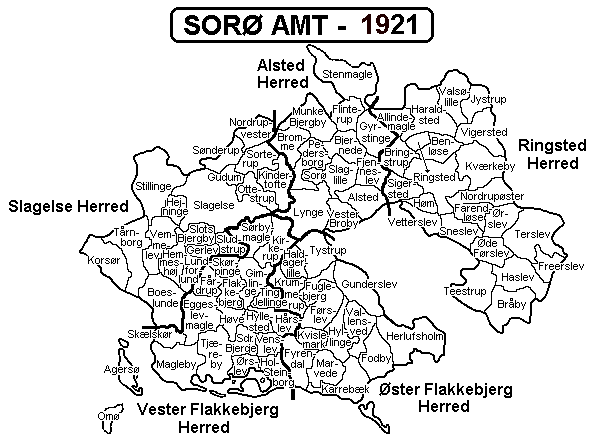
Sorø Amt 1921

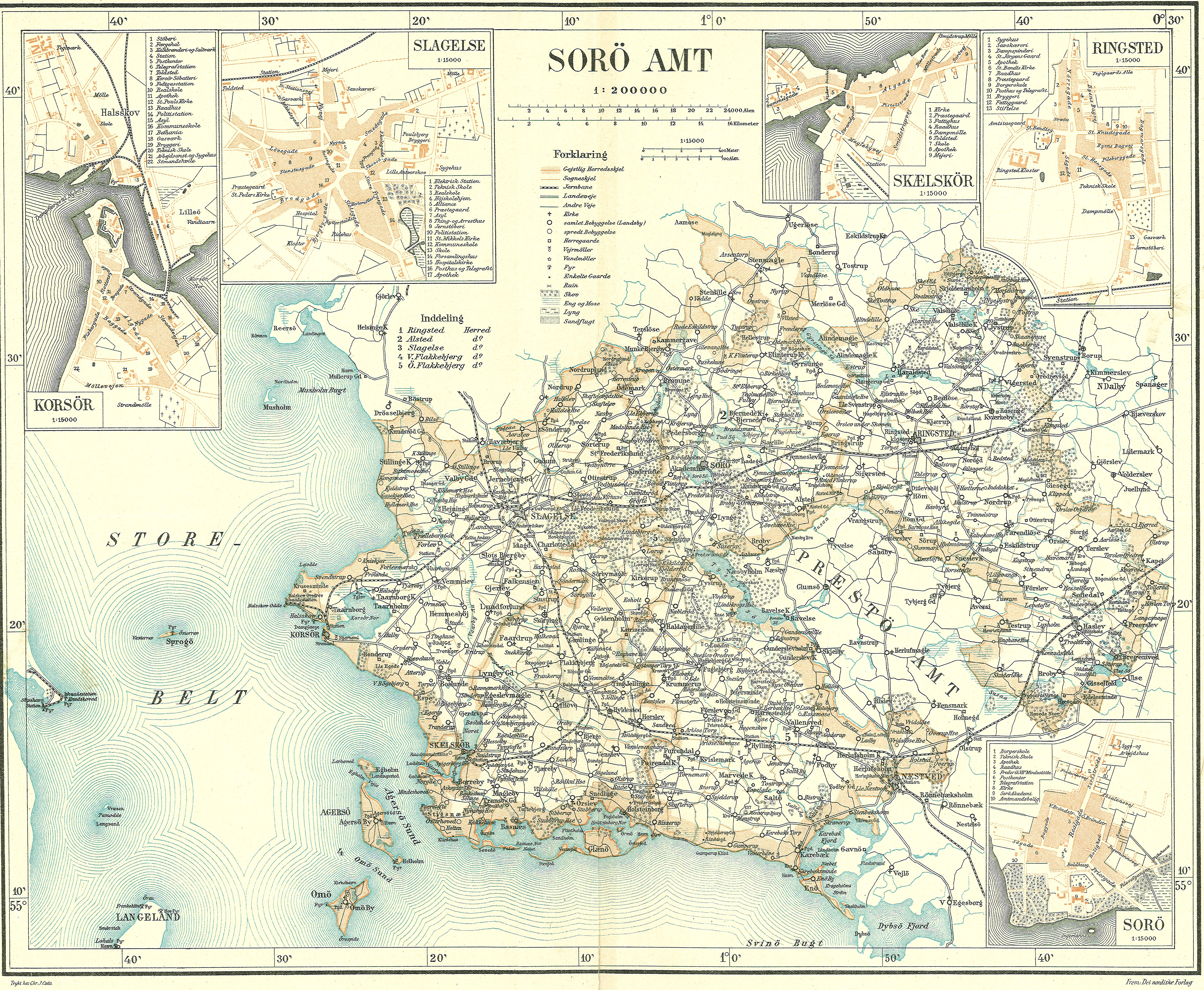
Sorø Amt ca. 1900

Sorø Amt (benannt nach der Stadt Sorø) war bis zur dänischen Kommunalreform zum 1. April 1970 eines der damaligen Ämter in Dänemark. Das Amt entstand 1662 aus dem vormaligen Sorø Len und bestand zunächst nur aus der  Harde (dänisch Herred) Alsted. 1748 wurde es durch Zusammenlegung mit dem Ringsted Amt (bestehend aus der Harde Ringsted) vergrößert. 1798 wurde Korsør Amt (bestehend aus der Harde Slagelse) und Antvorskov Amt (bestehend aus den Harden Vester- und Øster Flakkebjerg) ebenfalls dem Amt zugeschlagen.
1970 wurden Sorø Amt und Holbæk Amt zum Vestsjællands Amt zusammengelegt, das im Zuge der Kommunalreform 2007 in der Region Sjælland aufging.
Das Amt bestand damit aus fünf Harden:
- Alsted Herred
- Ringsted Herred
- Slagelse Herred
- Vester Flakkebjerg Herred
- Øster Flakkebjerg Herred